# Campeonato Paraense de Futebol de 2016
O Campeonato Paraense de Futebol de 2016 foi a 104ª edição da principal divisão de futebol do Pará. A competição se dividiu em duas partes, pela primeira vez sem preliminar. A primeira etapa começou em janeiro e terminará no início de março. Ao final do campeonato, serão atribuídas três vagas para a Copa do Brasil e a Copa Verde de 2017, além de duas vagas na Série D do Brasileiro de 2016.

## Regulamento
Na primeira parte do torneio, denominada Taça Cidade de Belém, as dez equipes serão divididas em dois grupos e jogarão entre si dentro de cada chave, em jogos apenas de ida, totalizando cinco rodadas. Em seguida, os dois melhores colocados de cada grupo avançarão para as semifinais, que também ocorrerão em jogos únicos. Por fim, os vencedores das semifinais se enfrentarão em partida única pelo título da primeira fase.
Em seguida, começará a disputa pela Taça Estado do Pará, muito semelhante à primeira fase, com a única diferença da inversão dos mandos de campo. Novamente, os dois primeiros colocados de cada grupo avançarão às semifinais e os vencedores chegarão à final. Por fim, os vencedores das duas taças se enfrentarão para determinar o campeão paraense de 2016. Caso a mesma equipe vença as duas taças, não haverá disputa de final.
O campeão terá vaga na Copa Verde de 2017. Os três primeiros colocados conquistarão vaga na Copa do Brasil . Além disso, os dois clubes melhores colocados - excluindo Paysandu, Remo e Águia - disputará a Série D do Brasileirão de 2016.
A Competição Será Efetuada Dos Grupo A1 e A2 Quem fico Em 1º do Grupo A1 Vai Joga Contra o 2º Do Grupo A2 Como Mandante Sem Jogo de Volta, E Quem Fico em 1º Do Grupo A2 Vai Joga Contra o 2º Do Grupo A1.
Quem fica em 1º Terá o Jogo Como Mandante Exemplo Jogará Em Casa Decidindo A Vaga a Final e Quem fica em 2º Vai jogar Fora de Casa.

## Equipes participantes

### Promovidos e rebaixados
| Pos. | Rebaixados da Primeira Divisão de 2015 |
| ---- | -------------------------------------- |
| 9º   | Gavião Kyikatejê                       |
| 10º  | Castanhal                              |

| Pos. | Promovido da Segunda Divisão de 2015 |
| ---- | ------------------------------------ |
| 1º   | Águia de Marabá                      |
| 2º   | São Raimundo-PA                      |

| Equipe                        | Cidade      | Em 2015 | Estádio            | Capacidade | Títulos             | Part. |
| ----------------------------- | ----------- | ------- | ------------------ | ---------- | ------------------- | ----- |
| Águia de Marabá Futebol Clube | Marabá      | 1º (B)  | Zinho de Oliveira  | 5.000      | 0                   | 15    |
| Cametá Sport Club             | Cametá      | 5º      | Parque do Bacurau  | 10.230     | 1 (2012)            | 7     |
| Independente Atlético Clube   | Tucuruí     | 2º      | Navegantão         | 8.000      | 1 (2011)            | 13    |
| Paragominas Futebol Clube     | Paragominas | 6º      | Arena Verde        | 10.000     | 0                   | 4     |
| Parauapebas Futebol Clube     | Parauapebas | 3º      | Rosenão            | 5.000      | 0                   | 2     |
| Paysandu Sport Club           | Belém       | 4º      | Curuzu             | 16.200     | 45 (último em 2013) | 100   |
| Clube do Remo                 | Belém       | 1º      | Mangueirão         | 45.007     | 44 (último em 2015) | 100   |
| São Francisco Futebol Clube   | Santarém    | 7º      | Colosso do Tapajós | 8.500      | 0                   | 8     |
| São Raimundo Esporte Clube    | Santarém    | 2º (B)  | Colosso do Tapajós | 8.500      | 0                   | 14    |
| Tapajós Futebol Clube         | Santarém    | 8º      | Colosso do Tapajós | 8.500      | 0                   | 2     |